# Genii
Els genii són un poble humà fictici en l'univers de Stargate. Habiten a la Galàxia Pegàs, que apareixen a la sèrie Stargate Atlantis.

## Descripció
Per als forasters, sembla que són simples grangers. No obstant això, els genii posseeixen un nivell tecnològic gairebé igual que al de la Terra el 1940, amb electricitat, pantalles monocromàtiques i una producció en massa d'armes de foc. Solien ser una confederació de planetes, però al convertir-se en blanc dels wraith, van fugir a búnquers subterranis en un dels planetes.
Generacions enrere, els supervivents es van establir en aquests llocs, abandonats després de la guerra, i allà van construir la seva societat, expandint-se al llarg de bases subterrànies. Centrant els seus esforços en un programa per desenvolupar armes nuclears, per atacar amb elles als wraith. No obstant això, en no descobrir la manera de fer un detonador apropiat, o d'enriquir urani de forma efectiva, no podien actuar. En aquest punt, van ser trobats per l'expedició Atlantis.